# Slot 1
Der Slot 1 ist ein Prozessorsteckplatz für Intel-Prozessoren der Baureihen Pentium Pro, Pentium II, Celeron und einige Pentium III.

## Allgemeines

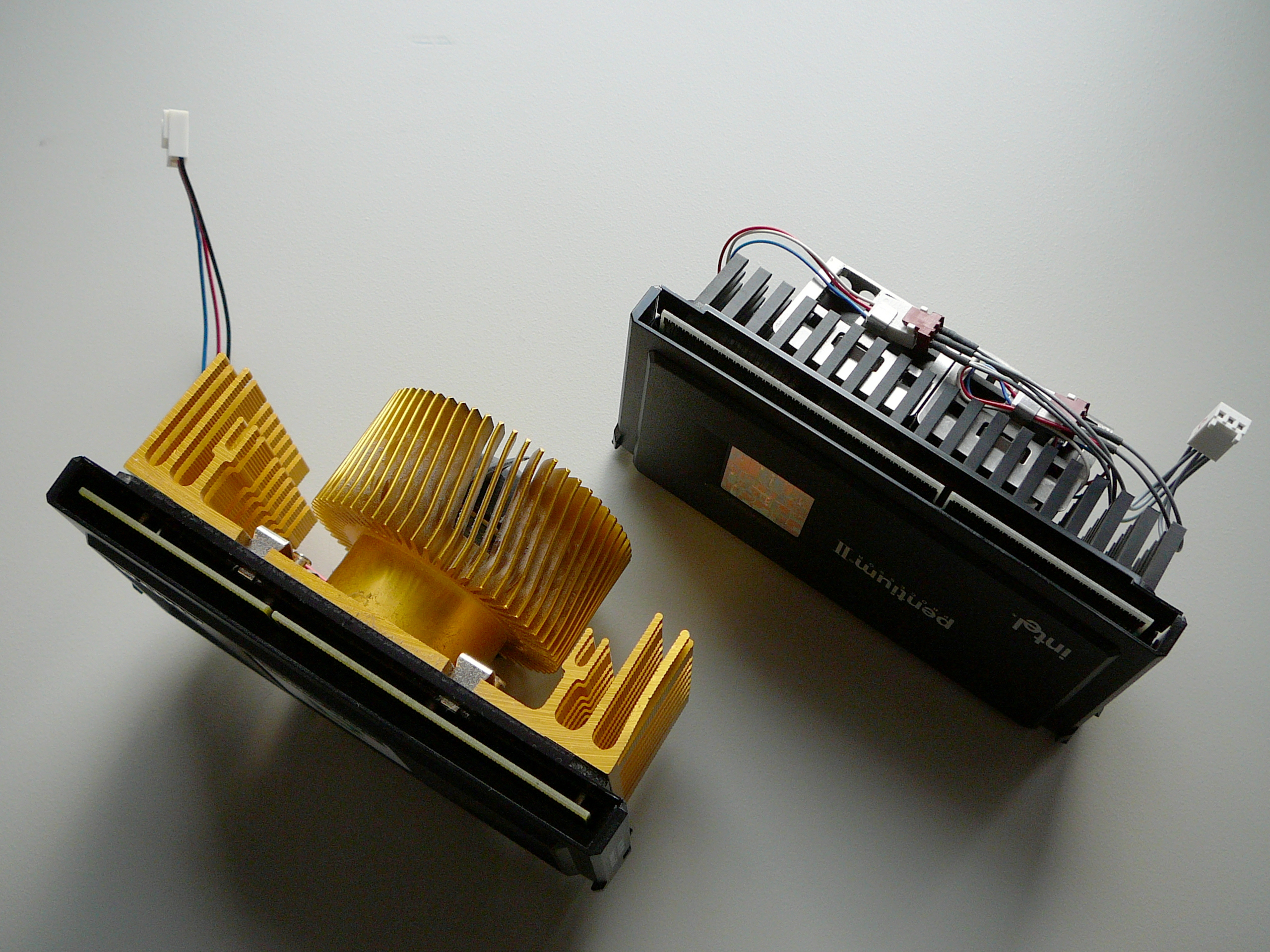
Eine Slot-A-CPU links im Vergleich zu einer Slot-1-CPU (Anschluss um 180° gedreht)

Mit Einführung des Pentium II wurde der Übergang vom Sockel zum Steckplatz notwendig, da bei diesem der Prozessorkern und der Cache-Speicher getrennte Chips auf einer gemeinsamen Platine sind.
Für den Slot 1 gibt es Steckkarten, die einen Sockel 8 enthalten, um Pentium-Pro-Prozessoren auf Slot-1-Mainboards verwenden zu können. Diese Adapter sind jedoch relativ selten.
Ebenso gibt es Adapter, die einen Sockel 370 zur Verfügung stellen, um die neueren Prozessoren in diesem Sockel zu verwenden. Diese auch „Slotket“ genannten Adapter sind teilweise mit eigenen Spannungsreglern ausgestattet, um die neueren CPUs mit einer niedrigeren Kernspannung versorgen zu können, als sie das Mainboard normalerweise bereitstellen kann.
Intel unterstützt mit dem Slot 1 Symmetric Multiprocessing (SMP). Maximal zwei Pentium-II- oder Pentium-III-CPUs können in einem Dualboard betrieben werden. Für den Celeron existiert keine offizielle SMP-Unterstützung.
Der beim Slot 1 eingesetzte mechanische Platinenstecker SC242 wurde später auch von AMD für den Slot A verwendet. Allerdings wurde er um 180° gedreht auf den Boards befestigt, um Verwechslungen auszuschließen.

## Bauformen

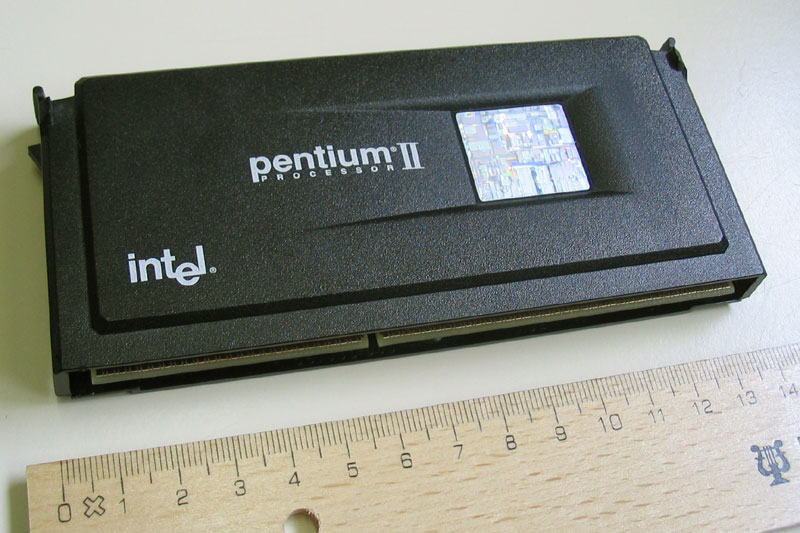
SECC-Bauform am Beispiel einer Pentium-II-CPU

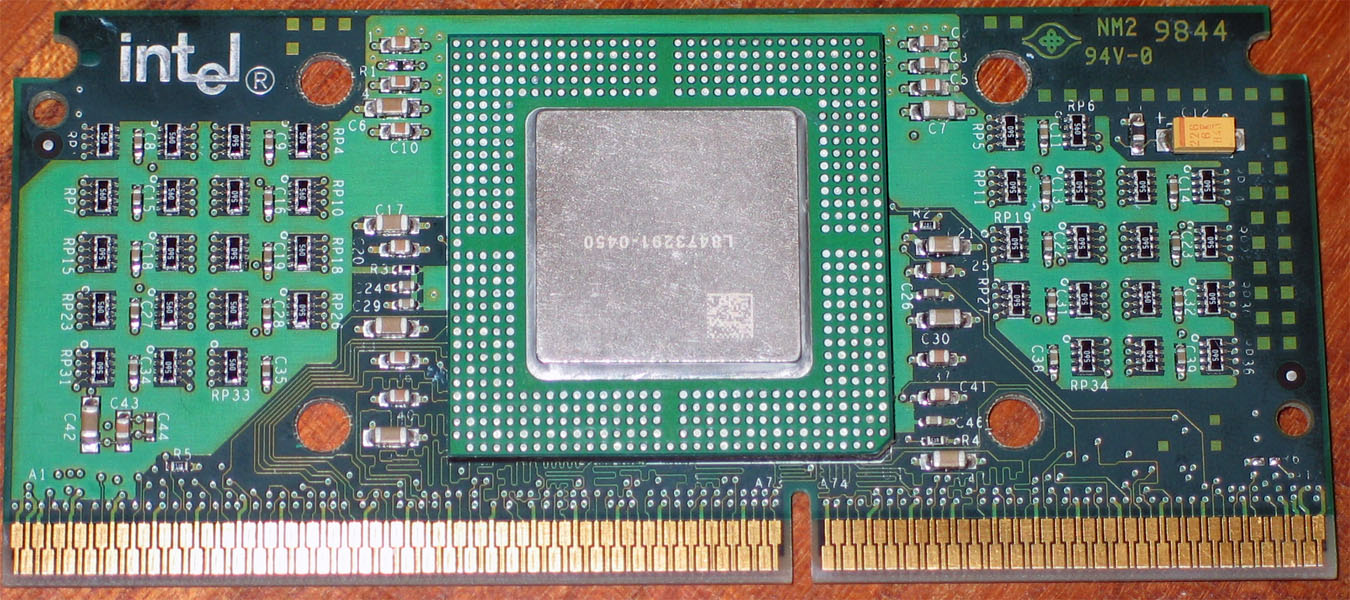
SEPP-Bauform am Beispiel eines Celeron 300A

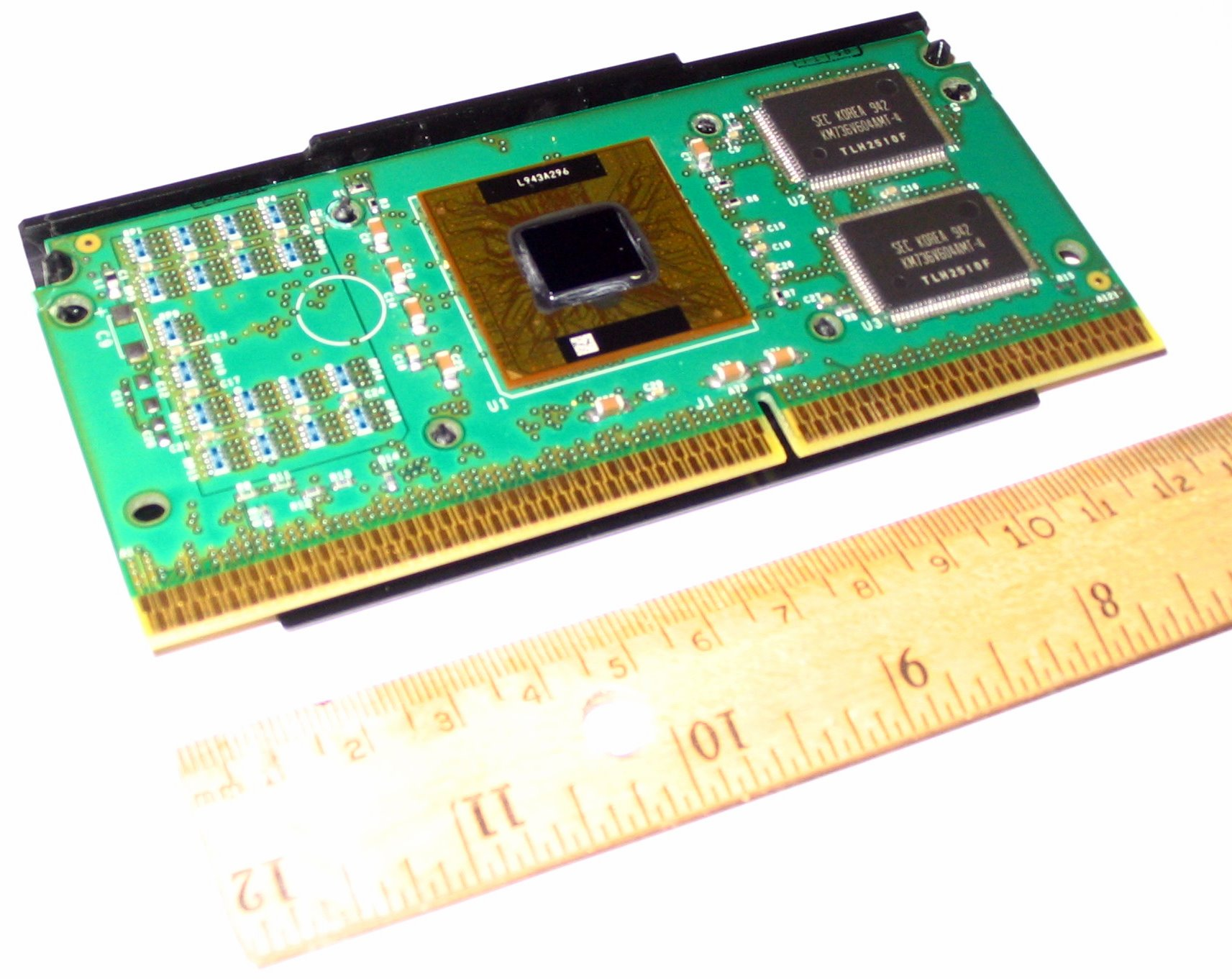
SECC2-Bauform am Beispiel einer Pentium-III-CPU

Die SECC-Bauform (Single Edge Contact Cartridge) wurde am Anfang der Slot-1-Ära bei den Pentium II angewendet. Die CPU ist hier in ein Kunststoff- bzw. Metall-Hybridgehäuse eingebettet. Die Rückseite ist aus Kunststoff und trägt die Aufschrift „Pentium II“, das Firmenlogo von Intel, ein Hologramm sowie die Modellnummer. Die Vorderseite besteht aus einer schwarz eloxierten Aluminiumplatte, die als Auflagefläche für den Prozessorkühler dient. Die SECC-Bauform gilt als sehr robust, da die CPU geschützt im Inneren des Gehäuses liegt. Im Gegensatz zu Sockel-CPUs können weder Pins abbrechen, noch kann das Gehäuse durch unsachgemäße Kühlermontage beschädigt werden.
Danach kam die SEPP-Bauform (Single Edge Processor Package) auf den Markt, welche für die preiswerten Celerons konzipiert war. Das Gehäuse hat Intel hier aus Kostengründen komplett eingespart.
Die Pentium-III-CPUs kamen dann wieder in einem Gehäuse daher, genannt SECC2. Vom ehemaligen SECC-Gehäuse ist nur noch die Kunststoffseite erhalten, die Aluminiumplatte wurde eingespart. Die CPU liegt frei. Der Kühlkörper liegt hier wie beim Celeron direkt auf dem CPU-Die auf.

## Historisches
Historisch gesehen gibt es drei Plattformen für P6-Prozessoren: Sockel 8, Slot 1 und Sockel 370.
Der Slot 1 ist ein Nachfolger des Sockel 8. Während beim Sockel 8 (Pentium Pro) der L2-Cache direkt auf der CPU sitzt, ist er bei Slot-1-CPUs gemeinsam mit dem CPU-Die auf einer Platine untergebracht, um die Ausbeute im Produktionsprozess zu erhöhen. Eine Ausnahme stellen die letzten Slot-1-CPUs mit Coppermine-Kern dar, bei welchen der L2-Cache bereits in das Die integriert ist.
Ursprünglich war der Sockel 370 als Plattform für den Low-Cost-Celeron und der Slot als Plattform für die teureren Pentium-II- und Pentium-III-Prozessoren gedacht. Anfang 2000 wurde aber mit dem Aufkommen der Pentium-III-CPUs im FC-PGA-Gehäuse der Slot 1 durch den Sockel 370 ersetzt, nachdem beide Anschlusstypen bereits seit Anfang 1999 parallel angeboten wurden. Grund war die günstigere Herstellung, die nun – dank verbesserter Herstellungsverfahren – durch die Integration des L2-Caches auf dem Prozessordie möglich wurde. Da die Pentium-III-Entwicklung auf dem Sockel 370 weiterging, blieb der Pentium III mit Coppermine-Kern und 1000-MHz-Takt die schnellste verfügbare CPU für den Slot 1, während der Coppermine-Nachfolger Tualatin mit bis zu 1,4 GHz ausschließlich für den Sockel 370 angeboten wurde.
Der Slot 1 löste ebenfalls – was Intel betrifft – den Sockel 7 als Plattform für den Heimanwendermarkt ab. Intel überließ mit Auslaufen der Pentium-MMX-CPUs das Feld der Sockel-7-Prozessoren vollständig den Herstellern AMD, Cyrix und IDT.

## Verbreitete Chipsätze für den Slot 1 und offiziell unterstützte CPUs

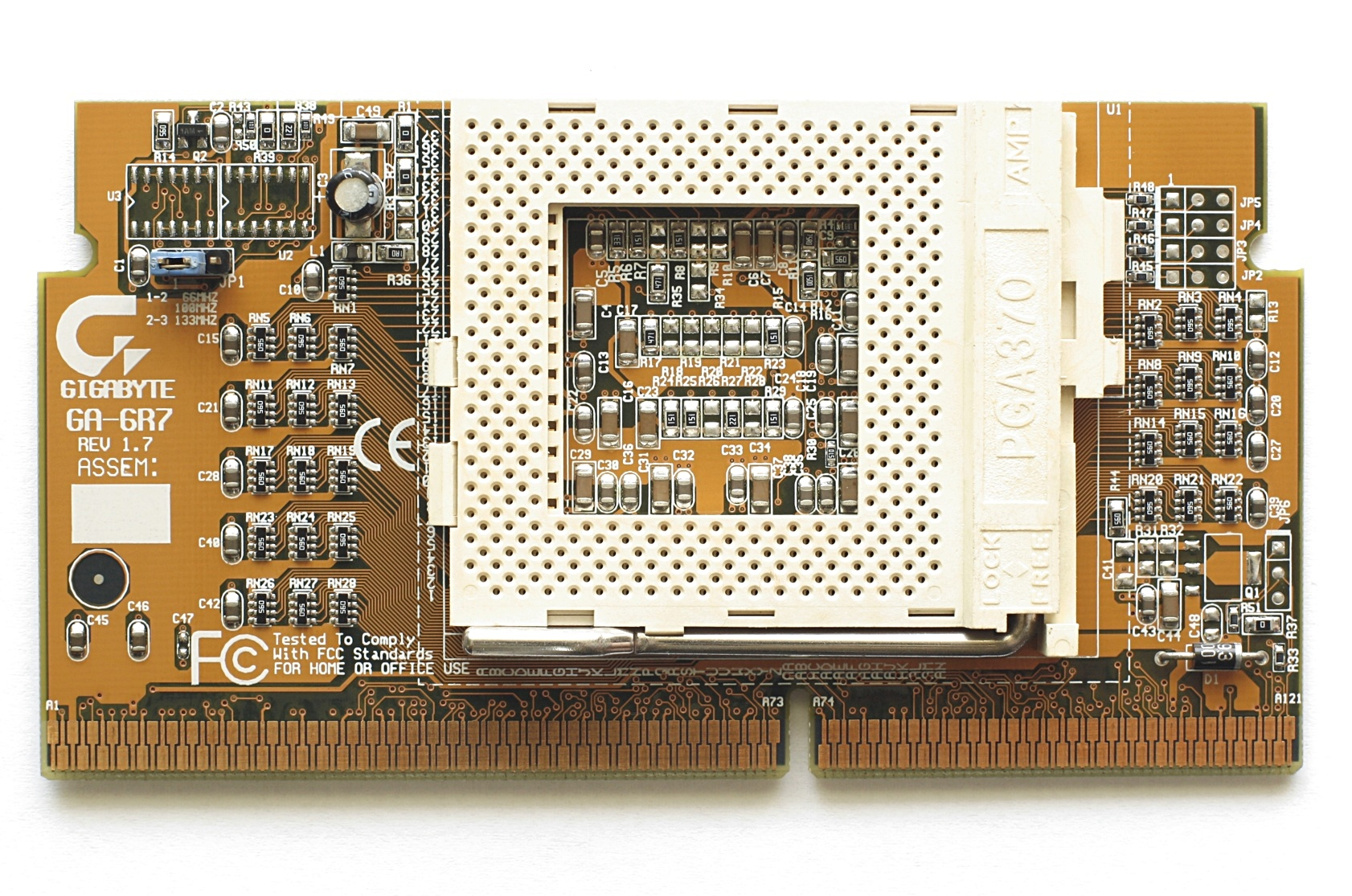
Slot-1/Sockel-370-Adapter

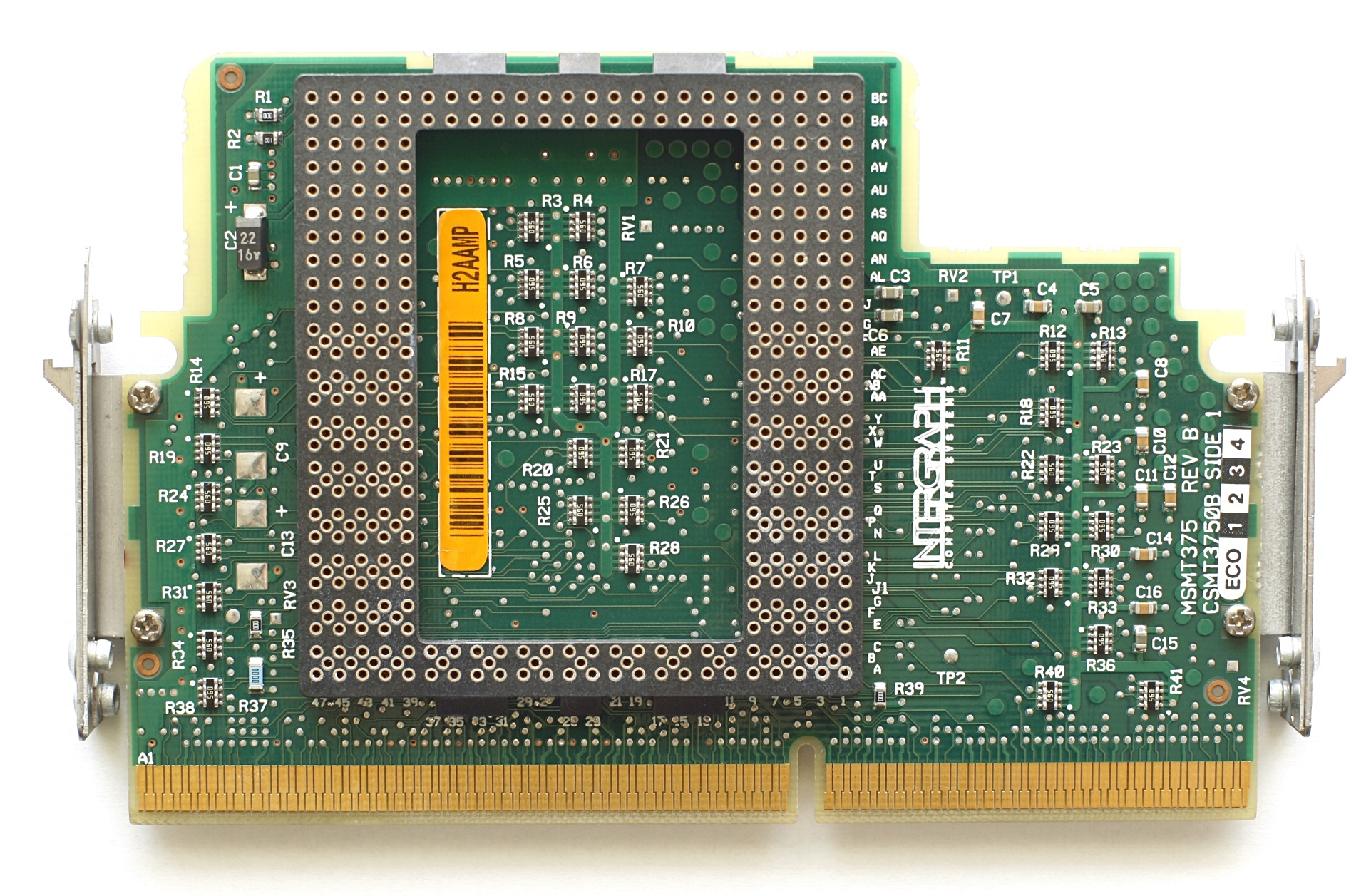
Slot-1/Sockel-8-Adapter

### Intel 440FX
- Einführungsdatum: 6. Mai 1996[1][3]
- FSB: 66 MHz
- Unterstützter Speicher-Typ: EDO-DRAM
- Unterstützte CPUs:
  - Pentium Pro
  - Pentium II mit 66 MHz FSB
  - frühe Celerons (Covington, Mendocino)
- Bemerkung:
  - Verwendung sowohl in Hauptplatinen mit Sockel 8 (Pentium Pro) als auch mit Slot 1 (Pentium II, frühe Celerons)
  - Unterstützt weder AGP noch SDRAM

### Intel 440LX
- Einführungsdatum: 27. August 1997[1][4]
- FSB: 66 MHz
- Unterstützter Speicher-Typ: SDRAM
- Unterstützte CPUs:
  - Pentium II mit 66 MHz FSB
  - frühe Celerons (Covington, Mendocino)
- Bemerkung:
  - Mit diesem Chipsatz wurde AGP eingeführt

### Intel 440BX
- Einführungsdatum: April 1998[5]
- FSB: 66 und 100 MHz
- Unterstützter Speicher-Typ: SDRAM (PC66 und PC100)
- Unterstützte CPUs:
  - Pentium II mit 66 und 100 MHz FSB
  - Pentium III mit 100 MHz FSB
  - frühe Celerons (Covington, Mendocino, Coppermine)

### VIA Apollo Pro 133A
- Einführungsjahr: 2000
- FSB: 66, 100, 133 MHz
- AGP 4x Modus
- Support für alle Slot 1 CPUs

(Mit geeignetem Slotket sind bei vielen Chipsätzen auch die schnelleren, gesockelten Celerons und weitere Pentium-III-CPUs einsetzbar.)

## Support für den Pentium III EB auf Slot-1-Mainboards
Eine spezielle Baureihe des Pentium III für den Slot 1 wird mit dem Zusatz EB bezeichnet. Das „E“ steht dabei für den Coppermine-Kern und das „B“ für einen mit 133 MHz getakteten Front Side Bus. (Es gibt von Intel keinen Chipsatz, der offiziell 133 MHz FSB auf dem Slot 1 unterstützt.) Da die Intelchipsätze i820 sowie i840 auf Slot 1 basieren, größtenteils jedoch zwei Slot-1-Steckplätze haben, ist dies mit der Einführung der Intel-800-Serie geschehen. i810E; i815; i815E; i820; i820E und i840 sind zumindest teilweise als Slot-1-Ausführung hergestellt worden. Um die EB-Slot-1-Typen des Pentium III zu betreiben, gibt es drei Möglichkeiten: Entweder man verwendet ein Board mit dem VIA Apollo-Pro-133A-Chipsatz, der allerdings teilweise mit der fehlerhaften Southbridge 686B ausgestattet ist, oder man betreibt den i440BX-Chipsatz jenseits seiner Spezifikation, was bei einigen Boards durchaus im stabilen Betrieb möglich ist, oder es werden Mainboards mit Chipsatz der Intel-800-Serie verwendet.